# Popularna glazba u SR Hrvatskoj
Popularna glazba u SR Hrvatskoj nastajala je u specifičnim uvjetima. Uz pop i rock glazbu (tzv. "zabavnu") u negdašnjoj Socijalističkoj Republici Hrvatskoj postojala je i narodna glazba, klasična glazba, jazz, itd.
Etabliranje i prvo veliko omasovljavanje rock’n'roll scene zbilo se 1970-ih godina. Rock’n'roll je u početku bio kritiziran zbog zapadnog utjecaja i "skretanja sa svijetlih staza revolucije".

## Povijest
Budući da Socijalistička Federativna Republika Jugoslavija nije bila zemlja Istočnoga bloka i da je bila jedna od država koje su utemeljile Pokreta nesvrstanih, bila je mnogo otvorenija zapadnjačkim utjecajima u usporedbi s ostalim komunističkim državama. Pop i rock bili su prihvaćeni u društvu, zbog čega je pop i rock glazbena scena bila razvijena i dobro pokrivena u medijima, odnosno raznim časopisima te radijskim i televizijskim emisije. Neki su izvođači čak svirali i za sâmoga Tita, a najpoznatiji među njima bijahu Bijelo dugme, Zdravko Čolić te Rani mraz. SFRJ je bila jedina real-socijalistička država koja se uključivala u Pjesmu Eurovizije, i to 1961. godine. To je učinila i prije nekih pro-NATOvih zemalja poput Portugala (1964.), Irske (1965.), Grčke (1974.) i Turske (1975.). Za razliku od stanovnika drugih komunističkih država, građani SFRJ mogli su lakše putovati na Zapad, što je također omogućavalo lagan pristup zapadnjačkoj popularnoj kulturi.

### 1950-e
Jedan od prvih poznatih izvođača popularne glazbe poslije rata u SRH i šire bio je hrvatski pjevač šlagera Ivo Robić, koji se pojavio na sceni još u 1940-ima. Osim domaće, imao je i uspješnu međunarodnu karijeru. On je bio prvi izvođač poznate pjesme "Strangers in the Night" (autori: Avo Uvezian, Bert Kaempfert), "pretekavši" tako Franka Sinatru koji je svoju verziju snimio kasnije u 1966. godini. 
Robić je inače blisko surađivao s Bertom Kaempfertom, koji je također bio agent britanske izdavačke kuće Polydor. Nakon što je u 1960-ima vidio obećavajuće mlade glazbenike, iz Engleske, koji su svirali u hamburškom klubu Top Ten, Robić je uvjerio Kaempferta da pomogne mladićima ostvariti karijeru. Kaempfert je to prihvatio, pa je zahvaljujući Robiću omogućeno sastavu da snima zajedno s tada poznatim Tonyjem Sheridanom. A ti mladići - oni su ustvari bili Beatlesi. To su bile njihove prve komercijalne snimke ikada: "My Bonnie", "Ain't She Sweet" i "Cry for a Shadow".

### 1960-e
Rock and roll scena u SRH se počela izgrađivati tijekom 1960-ih, a na nju su utjecali izvođači klasičnog rocka i rockabillya - kao što su Elvis Presley, Chuck Berry, Bill Haley, Carl Perkins, Buddy Holly... Mnogi mladi ljudi počeli su svirati "električnu glazbu", prozivajući sebe "električarima". Treba spomenuti i Zagrebčana Karla Metikoša, koji je, preselivši se u Pariz, ostvario međunarodnu karijeru pod pseudonimom Matt Collins. Snimao je za Phillips Records te je imao prilike upoznati legende poput Jerryja Leeja Lewisa i Paula Anku. Pjevači Vice Vukov i Đorđe Marjanović bili su megazvijezde (Marjanović do 1968. godine kada je zbog sukoba s Vukovom postao persona non grata u Hrvatskoj).
Početkom 1960-ih došlo je do pojavljivanja brojnih sastava, a mnoge su inspirirali tada popularni Cliff Richard i The Shadows: Uragani iz Rijeke oformljeni 1960, Bijele strijele i Siluete, oformljeni 1961. godine; Crveni koralji, sa sjedištem u Zagrebu te beogradski Zlatni dečaci 1962. godine; 1963. osnovana su još dva važna beogradske sastava: Samonikli i Crni biseri, a član posljednjih bio je Vlada Janković-Džet, istaknuti jugoslavenski glazbenik, koji je svoj nadimak dobio po Jetu Harrisu. Delfini, sa sjedištem u Zagrebu, također su osnovani iste godine. Nakon britanske invazije, mnogi od tih sastava prešli su na britanski ritam i blues. U Skoplju osnovan je popularni rock’n'roll sastav iz 1960-ih, Bisbez, koji je smatran "makedonskim Beatlesima". Nastali su spajanjem dva već postojeća sastava: Bisera i Bezimenih.
1960-ih se također pojavljuje Beatlemanija. Mnogi novooformljeni sastavi bili su pod utjecajem Beatlesa ili Rolling Stonesa, a obja sastava imala su kultni status i veliki broj obožavatelja u Jugoslaviji. Svađe između fanova dva sastava bile su česte, iako ne nužno nasilne. Jedan od najvažnijih izvora preko kojeg su se mladi informirali o najnovijim vijestima u svijetu rocka bio je čuveni Radio Luxemburg. Neki su britanski glazbenici održali koncerte u Jugoslaviji (npr. The Searchers i The Hollies), a i Yu glazbenici također su svirali u Europi, posebice u susjednim zemljama Italiji i Austriji. Na granici s Italijom postojalo je nekoliko jugoslavensko-talijanskih festivala beat glazbe.
Mladi Jugoslavije nisu zaostajali sa Zapadom, i sami pokazuju buntovništvo: dečki puštaju kosu, a cure ju krate, i, naravno, nose minice. Pojam mladenačkog buntovništva spominje se i u hrvatskom filmu Imam 2 mame i 2 tate (1968.), u kojem se jedan od likova, tinejdžera, druži sa svojim istomišljenicima, koji slušaju rock, nose dugu kosu te pokazuju buntovništvo spram društva i roditelja.
Prvi čupavac bio je pjevač Silueta, Zoran Miščević, koji postaje idol nove generacije i seks simbol. Njegov primjer uskoro su slijedili i neki drugi glazbenici, uključujući i tri člana Silueta. Međutim, stari partizanski borci dugu su kosu povezivali s četnicima, pa se ispočetka tako gledalo i na rockere. Ipak, krajem 60-ih čupavci su uspjeli uvjeriti funkcionere da su lojalni socijalizmu, pa je se 1967. u Savez komunista učlanio i prvi dugokosi mladić. Tako je duga kosa postala društveno prihvatljiva. Mini suknja postala je omiljena među tinejdžericama, a prve koje su nosile minicu (ili minić) bile su zagrebačke i beogradske srednjoškolke.
Sredinom 1960-ih neki sastavi poput Džentlmena, Robota i reformiranih Silueta bili su pod utjecajem rhyhtma and bluesa, dok su drugi bili više orijentirani na pop. Najpopularniji strani sastavi bil su The Animals, The Byrds, The Monkees, The Kinks, The Who, Manfred Mann, i ostali. Također je bio prihvaćen i garažni rock (prozvan i punkom 60-ih). Glavni konkurenti već spomenutih Silueta bile su Elipse, koji su počeli svirati soul nakon što su dobili novog pjevača, afričkog studenta iz Konga po imenu Edi Dekeng.
Ne bi se smjelo zaboraviti ni Indexe, koji su bili utjecajni ne samo u SR BiH već i u ostatku zemlje. Osnovani su u Sarajevu 1962. godine, te uz sastav Pauk, predstavljaju početak poznate Sarajevske škole pop rocka. Na početku, njihova glazba je bila vidno inspirirana Beatlesima i Shadowsima. Napisali su brojne evergreene, a obradili su i pjesmu Beatlesa Nowhere Man (pod nazivom: Jednom smo se svađali). Zaštitni znak bio im je prepoznatljivi vokal Davorina Popovića zvanog Pimpek. U nekim pjesmama eksperimentirali su sa zvukom sličnim Beatlesima na albumu Sgt. Pepper's Lonely Hearts Club Band; zvuk je postupno postajao psihodeličniji, s kompleksnijim solo dionicama na gitari i klavijaturama, te s primjesama elemenata narodne ili čak klasične glazbe. Jedan od najpoznatijih članova Indexa, Kornelije Kovač, napustio je Indexe i uskoro, 1968. godine, oformio drugi legendarni sastav, beogradsku Korni grupu.

#### Socijalistička država vs. rock
Rock glazba na početku nije bila veoma prihvaćena zbog navodnog skretanja sa svijetlih staza revolucije. U izvještaju Saveza komunističke omladine Jugoslavije iz 1963. tako je stajalo da "treba osuditi pevanje rokenrola na talasima Radio Beograda"  - preko čega je ubrzo poslije nepoznata osoba (iz vrha Partije) crvenom olovkom na riječ osuditi napisala zahvaliti.

Po citatu povjesničara Aleksandra Rakovića:

Spomenute godine je, s odobrenjem predsjednika Saveza omladine Jugoslavije, Tomislava Batovinca, održana beogradska Gitarijada na kojoj pobjeđuju Elipse. U "Politici" mladi su prozvani zbog neprimjerenog ponašanja, no nakon Gitarijade održana je partijska analiza gdje su analitičari zaključili da rock kao glazba mladih može biti dobar način da ih se privuče k socijalizmu. Zaključeno je još da nošenje dugih kosa i minica ne predstavlja ideološki problem, već je riječ o generacijskom jazu. 

#### 1968. – protesti i hippie-pokret
Nakon takozvanog Toplog ljeta ljubavi 1967. godine, širi se hippie pokret, kako po svijetu tako i u Jugoslaviji. 1968. godina bila je također obilježena studentskim protestima u svijetu, što je uključivalo i masovne studentske demonstracije u mnogim gradovima, u Hrvatskoj i u drugim republikama. O nemirima govori i novovalna pjesma Azre iz 1982. godine, nazvana '68 (čitaj: osam šezdeset), a više puta spominju se također u filmu Varljivo ljeto '68.
Značajan sastav hippie-ere je hrvatska Grupa 220, čiji je član određeno vrijeme bio Piko Stančić, koji je kasnije postao jedan od najpoznatijih aranžera i producenata u Jugoslaviji. Mnogi mladi ljudi, koji su slušali glazbu Boba Dylana i Joan Baez, prigrlili su akustični zvuk. Prozvali su se akustičarima, kao suprotnost od električara iz ere pedesetih. Akustičnu glazbu je svirao Ivica Percl, bivši član Robota. Na njega su utjecali već spomenuti Bob Dylan, te Donovan, a osim što se bavio glazbom bio je i mirovni aktivist.
Drugi poznati sastav tog vremena bili su Ambasadori. Jedan od članova i Korni grupe i Ambasadora bio je Zdravko Čolić, koji je kasnije prešao na solo karijeru, te bio prozvan najvećom pop zvijezdom Jugoslavije.
Hippie period obilježio je mjuzikl Hair. Napravljeno je više produkcija u svijetu nakon prvotnog izdavanja u SAD-u 1967., npr. u Njemačkoj, Francuskoj, Italiji, Švicarskoj, Brazilu, Argentini, Izraelu i u Japanu. Jugoslavenska produkcija (Kosa) bila je prva napravljena u nekoj komunističkoj državi, a bila je veoma hvaljena od izvornih autora mjuzikla Geromea Ragnia i Jamesa Radoa, koji su putovali iz zemlje u zemlju kako bi pogledali svako izvođenje.
Ragni je rekao da je beogradski šou "bio tako lijep, tako spontan, da smo morali otići na pozornicu da podijelimo entuzijazam." Za vrijeme boravka u Beogradu izjavio je: Ovdje nema predrasuda o srednjoj klasi.
Što se pjevača tiče, vrijedi spomenuti Josipu Lisac koja je u to doba pjevala prve pjesme (poput Voljeti, to je radost, iz 1967.), a već tada glas joj je bio zamijećen. Izdala je brojne albume u svojoj bogatoj karijeri, pa i danas uživa veliku popularnost na prostorima bivše države. Još jedna istaknuta hrvatska pjevačica Tereza Kesovija predstavljala je Monako na Pjesmi Eurovizije 1966. godine. Tijekom 1960-ih i 1970-ih Tereza je izgradila karijeru u Francuskoj, u koju se preselila 1965. godine. 
Od muških vokalista je pak čuven Boba Stefanović.

#### Festivali
Osnovani su mnogi festivali pop-glazbe diljem SFR Jugoslavije, uključujući i Splitski festival, Opatijski festival, Beogradsko proleće, Skopljanski festival, Vaš šlager sezone u Sarajevu, te kasnije i MakFest u Štipu. Obiteljska pop glazba koja se svirala na tim festivalima može se usporediti sa starijim Eurosongovima, žanrom njemačkih šlagera, te talijanskim Festivalom San Remo ili kategorijom pop glazbe čija su ciljana publika odrasli. Specifični prizvuk dalmatinske pop glazbe sviran je na festivalima u turističkim dijelovima jadranske obale, a koja je sadržavala i lokalne folklorne elemente, bila je vrlo popularna i neki od njenih poznatijih izvođača su Oliver Dragojević i Mišo Kovač.

### 1970-e
Sedamdesete godine 20. stoljeća obilježili su rock-žanrovi poput hard rocka, progresivnog rocka, jazz rocka, art rocka, glam rocka, folk rocka, simfonijskog rocka, blues rocka i boogie rocka. U tom periodu su se pojavili neki od najvećih jugoslavenskih stadijumskih rock sastava: YU grupa, Time, Smak, Parni valjak, Atomsko sklonište, Leb i sol, Teška industrija i Galija.
Jedna od najvećih jugoslavenskih rock sastava, sarajevsko Bijelo dugme, osnovan je 1974. godine, njezin a prvi pjevač bio je Željko Bebek.
Jugoslaviju su posjećivale mnoge strane pop i rock zvijezde. Primjer toga su koncerti grupe Deep Purple u Zagrebu i Beogradu 1975. godine, a lokalna podrška bili su im Hobo (u Zagrebu) i Smak (u Beogradu); 1976. je u Zagrebu održan koncert Rolling Stonesa. Iste godine u istom gradu svirao je Paul McCartney, dio spisateljskog dvojca Beatlesa znan kao Lennon-McCartney.
Održano je nekoliko festivala s rock glazbom, od kojih je najveći bio BOOM. Rock glazbeni događaj koji je obilježio to desetljeće, ali i jugoslavensku rock povijest, bio je koncert Bijelog Dugmeta na Hajdučkoj česmi u parku Košutnjak (Beograd), koji je održan 22. 8. 1977. godine i kojem je prisustvovalo oko 80 000 ljudi. Dijelovi zabilježenog materijala objavljeni su na live albumu Koncert kod hajdučke česme.
1975. je došlo do pojave vrlo utjecajnog akta - Buldožer iz Slovenije, koja je bila karakteristična po eksperimentalnom rocku, reakciji usmjerenoj protiv glazbene scene tog vremena.

#### Kantautori
Na Jugoslavenskoj sceni također je bilo prisutno nekoliko bitnih kantautora pjesama, koji su naglašavali poeziju više nego glazbu, te su je izvodili pretežno uz akustičnu gitaru i klavir. Neke od njih inspirirala je francuska šansona ili folk rock. Jedan od prvih kritički priznatih kantautora bio je hrvatski umjetnik Arsen Dedić koji je započeo svoju karijeru tijekom 1960-ih, a u svojoj domovini i drugim ex yu zemljama još uvijek je popularan, naročito među starijom generacijom. Kantautor Ivica Šerfezi je bio vrlo uspješan u duetu s Ljupkom Dimitrovskom i pravili su velike turneje po SSSR-u i DDR-u. Još jedan bitan autor bio je Đorđe Balašević iz Novog Sada. Započeo je svoju glazbenu karijeru 1970-ih kao član grupa Žetva i Rani mraz, prije nego što je otpočeo vrlo uspješnu solo karijeru s kojom je nastavio do smrti. Iako se isprva zanimao za akustičnu glazbu, kasnije je često koristio različite elemente popa i rocka, često pomiješane s tipičnim vojvođanskim humorom ili baladskom melankolijom. 
Jedna bitna autorica u toj kategoriji je i Jadranka Stojaković iz Sarajeva u Bosni i Hercegovini. Ona je bila autor glavne glazbene teme za Zimske olimpijske igre 1984. održane u Sarajevu. Živi u Japanu od 1988. godine. Jedan umjetnik poznat po društveno angažiranim tekstovima bio je Marko Brecelj, bivši član grupe Buldožer. U Dubrovniku su djelovali šanonjeri Ibrica Jusić i Tereza Kesovija koja je ostvarila i zapaženu međunarodnu karijeru.
Sredinom 1970-ih i početkom 80-ih bio je aktivan Miladin Šobić, poznat po pjesmi Kad bi došla Marija. Njegove pjesme su se često bavile ljubavnom tematikom i bile prožete melankolijom. Snimio je singlicu "To sam ja"/"Zazvoni zvono" (1975.) i dva albuma: Ožiljak (1981.) i Umjesto gluposti (1982.).

#### Rock opere
Krajem 1960-ih u svijetu se pojavljuju prve rock-opere, poput opere Tommy britanskog sastava The Who. Jugoslavija je 1975. postala peta zemlja u svijetu u kojoj je nastala rock-opera.  Riječ je o operi Gubec beg, koja govori o seljačkoj buni i Matiji Gupcu. Skladao ju je Karlo Metikoš – Matt Collins, a njena je praizvedba doživjela nezapamćen uspjeh u bivšoj državi.
Osim ove skladane su i opere Grička vještica i Crna kraljica.

#### Disco
Pomama za discom u svijetu tijekom 1970-ih osvojila je i Jugoslaviju. Slično disco filmu Saturday Night Fever, Zdravko Čolić je postao neka vrsta "jugoslavenskog Johna Travolte", plešući na stadionima u cijeloj državi, odjeven u usko bijelo odijelo i tada moderne traperice. 5. rujna 1978. se na njegovom legendarnom koncertu na beogradskom stadionu Marakana okupilo oko 70 000 ljudi. Tom koncertu su također prisustvovali predstavnici zapadnonjemačke diskografije. Impresionirani Čolićevom popularnošću, ponudili su mu ugovor. Za zapadnonjemačko tržište je objavio pjesme "Jedina" i "Zagrli me" i također singl na engleskom jeziku u čijem sastavu su bile i pjesme "I'm not a Robot Man" i "Light Me". Čoliću je ponuđena selidba u Zapadnu Njemačku i početak karijere tamo, ali on je to odbio, više voleći popularnost koju je uživao u svojoj domovini. Njegova pjesma o vezi s jednom otmjenom djevojkom, "Pusti, pusti modu", 1980. je postala disco megahit u cijeloj zemlji. Unatoč tome da je disco uskoro uvenuo, Čolić je nastavio svoju uspješnu karijeru kao pjevač pop glazbe, povremeno koristeći elemente folk glazbe, te je i dan danas popularan u zemljama bivše Jugoslavije.
Ta je era donijela i instantno čudo, Mirzino jato, koje su mediji obilježili kao kičasti euro disco sastav koji je očito bio pod utjecajem njemačkog sastava Boney M-a, koji je u Jugoslaviji bio vrlo popularan, naročito što se njihov jedini muški član, Bobby Farrell, oženio djevojkom iz pretežno romske općine Šuto Orizari u Skoplju. Stil Mirzinog jata obuhvatao je duboki, drhteći subwoofer glas pjevača Mirze Alijagića i tri privlačna prateća vokala zvana "Jato". Glazbu je pisao i producirao gitarista Divljih jagoda, Sead Lipovača, dok je autor većine tekstova bila Marina Tucaković, koja se kasnije proslavila pišući tekstove za druge glazbene stilove. Unatoč svojo velikoj tadašnjoj popularnosti, Mirzino jato nikada nije otišlo dalje od svog prvog albuma. Jedini znatniji hit bio je "Apsolutno tvoj".
Jedna od najpoznatijih pjesama za ples iz tog perioda također je bila i prva pjesma filma Nacionalna klasa (1979.) u kojem je Dragan Nikolić glumio fanatičnog auto trkača Floyda.

#### Hard rock i heavy metal
Gordi je bio jedan od prvih jugoslavenskih heavy metal sastava i smatraju se pionirima klasičnog heavy metala u Jugoslaviji. Hard rock sastav Riblja čorba, poznata po svojim provokativnim tekstovima posvećenim socijalnim problemima, te kontroverznim stavovima njihovog frontmena Bore Đorđevića, bii je jedan od najvažnijih sastava u jugoslavenskom i srpskom rocku općenito. Bubnjar Riblje čorbe, Vicko Milatović, osnovao je heavy metal sastav Warriors, koji se kasnije preselio u Kanadu i napravio album za strano tržište. Eminentni heavy metal sastav Divlje jagode iz Bihaća, pod vodstvom gitariste Seada "Zeleta" Lipovače, 1987. je započela kratkotrajnu internacionalnu karijeru pod nazivom Wild Strawberries. Još jedan bitan bosanskohercegovački hard rock sastav bio je Vatreni poljubac, kojeg je vodio karizmatični Milić Vukašinović, bivši član Bijelog dugmeta. Među ostale bitne hard rock i heavy metal sastave spadaju Generacija 5, Rok mašina, Kerber i Griva iz Srbije; Osmi putnik (čiji je frontmen, Zlatan Stipišić Gibonni, kasnije, u 90-ima, započeo uspješnu karijeru u pop glazbi) i Crna udovica (kasnije su promijenili naziv u Big Blue) iz Hrvatske; Pomaranča iz Slovenije i ostale. Jugoslavenska glam metal scena imala je nekolicinu aktera, od kojih su najbitniji bili Karizma i Osvajači.

#### Punk rock
Jugoslavenska punk rock scena pojavila se u kasnim 1970-ima, a na nju je utjecao prvi val punk rock sastavaiz Ujedinjenog Kraljevstva i Sjedinjenih Država, kao što su Sex Pistolsi, The Clash i drugi, ali i proto-punk sastavi kao što su MC5, The Stooges i New York Dolls. Uradi-sam scena s punk magazinima također se počela razvijati. Jugoslavenski punk sastavi bili su prvi punk sastavi koji su se ikada formirali u nekoj socijalističkoj državi. Među prvim osnovanim sastavima bili su oni iz SR Slovenije i SR Hrvatske: Pankrti iz Ljubljane (osnovani 1977. godine) i Paraf iz Rijeke (zavisno od izvora, osnovani 1976. ili 1977. godine). Slovenska i hrvatska scena tog perioda predstavljena je kompilacijskim albumom Novi punk val, koji je kompilirao Igor Vidmar. Između kasnih 70-ih i ranih 80-ih na beogradskoj sceni bili su prisutni: Urbana gerila, Radnička kontrola i mnogi drugi sastavi. Ta generacija sastava uključena je u kompilaciju Artistička radna akcija. Pekinška patka je bio kultni sastav iz Novog Sada. Neki od značajnijih punk rock sastava iz SR Makedonije bili su: Fol jazik, vjerojatno prvi punk sastav iz Skoplja, osnovan 1978. godine; Afektiven naboj iz Struge, osnovan 1979. godine feat. Goran Trajkoski; ostali bitni akteri iz Skoplja bili su Badmingtons i Saraceni, koje je vodio[Vladimir Petrovski Karter. U Sarajevu (SR Bosna i Hercegovina), pojavili su se sljedeći umjetnici: Ozbiljno pitanje (koji se kasnije razvio u pop-rock sastav Crvena jabuka), Ševa (koji se kasnije razvio u sastav Bombaj štampa, pod vodstvom karizmatičnog Branka Đurića) i kultni sastav Zabranjeno pušenje. Ti sarajevski sastav kasnije su formirali pokret novog primitivizma inspiriran punkom, što je bitan fenomen u kulturi bivše Jugoslavije.
Tijekomkasnih 70-ih neki punk sastavi pripojeni glazbenoj sceni novog vala, te su označeni i kao punk rock i kao new wave sastavi. Tijekom jednog određenog perioda se termin "glazba Novog vala" mogao zamijeniti terminom "punk".
Kraj 70-ih i početak 80-ih vidio je pojavu podžanrova punk rocka, kao što su streetpunk i Oi!. Kasnije se javio hardcore punk, za kojim su slijedili razni ekstremni stilovi kao što su crust punk, crossover thrash sve do grindcorea. Bitni hardcore punk akteri tijekom 80-ih bili su: Niet, Patareni, KBO! i drugi. Značajan mainestream pop punk sastav bio je Psihomodo pop iz Hrvatske (pod velikim utjecajem sastava The Ramones). Mnogi eminentni strani punk sastavi svirali su na koncertima u bivšoj Jugoslaviji, uključujući i sljedeće: The Ruts, Siouxsie and the Banshees, U.K. Subs, Angelic Upstarts, The Exploited] i The Anti-Nowhere League. Godine 1983. grupa The Anti-Nowhere League objavila je svoj album Live in Yugoslavia, dok je sastav Angelic Upstarts objavila live album s istim nazivom 1985. godine. Osim glazbenika, jugoslavenska punk supkultura obuhvaćala je i punk pisce i umjetnike, od kojih je Ivan Glišić iz Šabca bio među najznačajnijima.

#### New Wave/Novi val
Novi val stigao je u kasnim 1970-ima. U spomenutom periodu dolazi do otvaranja jugoslavenskog društva. Iako politički sustav i dalje ostaje jednopartijski, tekstovi pjesama novog vala po svom kritičkom potencijalu za Jugoslaviju predstavljaju bitan korak naprijed. Vlast nije bila previše striktna prema ovoj glazbi, ali je ipak osnovala Komisiju za šund, koja je na većinu društveno angažiranih pjesama stavljala etiketu šunda. To je značilo, zbog poreza, veću cijenu albuma u prodaji.
Nastanak novog vala bio je odgovor mlađih generacija na rock koji su svirale grupe nastale prije njih. Po sadržaju i formi pjesme novog vala bile su mnogo eksplicitnije i radikalnije u društvenoj kritici. Glavni utjecaji za našu scenu dolazili su od međusobno suparničke britanske i američke novovalne scene. Jugoslavenska novovalna scena bila je pak vezana uz punk rock, ska, reggae, power pop i slične žanrove. Novi val posebno su promovirali zagrebački muzički časopis Polet te beogradski Džuboks, te TV emisija Rokenroler koja je bila poznata po svojim umjetničkim glazbenim spotovima.
Sastavi novog vala su: Šarlo akrobata (kasnije Katarina II., pa EKV), Idoli, Električni orgazam i Laboratorija zvuka u Srbiji, Azra, Haustor, Prljavo kazalište, Film u Hrvatskoj, Lačni Franz, Laibach, Pankrti u Sloveniji i mnogi drugi. U BiH se novi val manifestirao na specifičan način, u obliku novog primitivizma. 
Vrijeme novog vala smatra se zlatnim periodom jugoslavenske glazbe, a navedeni izvođači i danas imaju kultni status. Simboli jugoslavenske novovalne scene su kompilacijski albumi Paket aranžman, Novi punk val, Artistička radna, te posebno filmovi Davitelj protiv davitelja (sa Srđan Šaperom iz Idola) i Dečko koji obećava (s Aleksandom Berčekom, gostuju članovi Šarla Akrobate i Idola).
Postoji i rockumentarac o novom valu, koji se zove Sretno dijete, po istoimenoj pjesmi Prljavog kazališta iz 1979. godine.

### 1980-e
Scena 1980-ih posebno je zanimljiva, zbog velikog broja popularnih sastava te žanrova, kao i kvalitete glazbe. Interesantan je podatak da je 59% albuma koji su se našli na listi YU 100: najbolji albumi jugoslavenske rock i pop glazbe, izdano tijekom 1980-ih, a čak 11% od svih albuma na listi izdan je 1981. godine, što ukazuje na plodno stvaralaštvo jugoslavenskih glazbenika toga doba. Najboljim je proglašen album Odbrana i poslednji dani (Idoli, 1982.).
Ova era je obilježena i popularnošću relacije Zvečka-Blato-Kavkaz gdje se odvijao društveni život Zagreba, ne samo kod "običnog puka" nego i kod glazbenika. Po riječima redatelja rockumentarca Sretno dijete, na neki način to je bio internet njegove generacije.

#### Uloga djece časnikaJNAu stvaranju rocka
Mnogi poznati rockeri iz perioda osamdesetih bili su sinovi vojnih časnika, pa među njima i sljedeći: Boris Bele & Marko Brecelj, Branimir Johnny Štulić, Goran Bregović Brega, Bora Đorđević, Milan Mladenović i Momčilo Bajagić-Bajaga. Njihova imena vezuju se za grupe Buldožer, Azru, Bijelo dugme, Riblju čorbu, Katarinu II./Ekatarinu Veliku, Bajagu i instruktore pozitivne geografije. Međutim, unatoč onome što bi se iz toga moglo zaključiti, ti umjetnici nisu svirali "režimski", već upravo suprotno, naročito se protiveći militarizmu (Limene trube duvaju / ne volim vojnu muziku, Bajaga).
Ti glazbenici su također pretežno živjeli u gradovima, prema kojima su nosili različita osjećanja: od prezira (Taksisti gaze golubove / konobari otimaju, kradu / majmuni siluju po ulazima / ja neću da ostanem u gradu, Bora Đorđević) do osjećaja pripadnosti tim mjestima (Priđi bliže i pogledaj dobro / kuda vode ovi tragovi / tamo svetla gore u noći / ta su svetla naši gradovi… , Milan Mladenović). U stvaralaštvu nekih drugih su gradovi, opet, pretežno odsutni. Takav je, na primjer, Goran Bregović, s izuzetkom pjesama "Tramvaj kreće" i "Na zadnjem sjedištu moga auta". U pjesmi "Pismo mlađem bratu" grad Niš predstavlja kontekst emocije.
U te gradove su se njihove obitelji doseljavale iz raznih dijelova Jugoslavije, ali su se, zbog naravi posla vojnog časnika, često morali preseljavati (primjera radi, Johnny Štulić se rodio u Skoplju, kao dijete preselio se prvo u selo Cvetkovići kraj Jastrebarskoga pa u Zagreb). To, međutim, nije imalo toliko negativan koliko pozitivan utjecaj, jer su tako djeca, budući glazbenici, skupljali dragocjena iskustva, pa je i njihova glazba bila bogata različitim etno-elementima. Također, zbog stalnog seljenja, njihovi roditelji su obično bili u miješanom braku, za razliku od ostalog manje mobilnog stanovništva, pa su obično prihvaćali ideje jugoslavenstva u svrhu nadilaženja i pomirenja različitosti. Bitna iznimka bio je Bora Đorđević, koji se kasnije politički afilirao s četničkim pokretom. Iz tih se razloga u vrijeme raspada Jugoslavije ti glazbenici nisu počeli nacionalno afilirati, iako im je to moglo biti profitabilno.
Osim što su se te obitelji stalno selile, također su i ekonomski bolje stajale od ostalog stanovništva, pa su si mladi glazbenici mogli priuštiti različite instrumente koji su siromašnijima novčano bili izvan dosega. Također je bitan bio i element pobune protiv patrijarhalne očeve figure i svega što je povezano s time, pa su npr. imali dugu kosu umjesto "vojnički" kratko ošišane.
Formativne godine nabrojanih glazbenika bile su druga polovica 50-ih i 60-e godine. Čak i ranih 70-ih se na rock gledalo kao na provokaciju, iako je Jugoslavija, u usporedbi s ostalim socijalističkim zemljama, bila daleko otvorenija prema njemu. Ipak država ubrzo shvaća da se preko rock glazbe, kao glazbe mladih, mogu propagirati ideje socijalizma.

#### Nakon novog vala
Kako je novi val nestajao početkom 1980-ih, neki su se sastavi podijelile ili su se okušale u drukčijim glazbenim žanrovima. Razdoblje 1982. godine smatra se osobito važnim što se tiče stagnacije novog vala u Jugoslaviji i u svijetu. Postoji nekoliko sastava koje su uspostavljene nakon 1982. godine.
Dušan Kojić Koja, bivši basista grupe Šarlo akrobata (aktivan 1980. – 1981.), osniva sastav Disciplina kičme, koju karakterizira jedinstveni miks punka, funka, jazz fuzije i drugih stilova. Grupa je postala međunarodno poznata pojavivši se na MTV-u (gdje se također pojavio i sastav Psihomodo pop), a pamte im se stihovi: "Nije dobro Bijelo Dugme; nije dobra Katarina; šta je dobro; šta nam treba; Kičme, Kičme Disciplina." Njihov hit Zeleni zub inače se pojavljuje u filmu Kako je propao rokenrol (1989.). Zoran Kostić Cane, bivši pjevač grupe Radnička kontrola], osnovao je garage punk grupu Partibrejkers, i također postigao veliki uspjeh.
Od pop rock sastava cijenjeni su postali Idoli, Prljavo kazalište i Film (kasnije Jura Stublić i Film). Kultna Azra je pak postupno prelazila na "konvencionalni" rock, s povremenim elementima folk rocka. Ipak, njeni novovalni albumi: Azra, Sunčana strana ulice i Filigranski pločnici, su ti koji se nalaze na samom vrhu YU 100 liste, i na njima se nalaze možda i najpoznatije pjesme Azre. No, Johnnyjevi su poetični, često politički stihovi, po kojima je poznat, još uvijek bili veoma izraženi u pjesmama. Električni orgazam prošao je kroz fazu psihodeličnog rocka, i prešao na mainstream rock, inspiriran zvukom 1960-ih.
U 1980-ima, posebice ranim godina, od dance pop izvođača slušan je bio Oliver Mandić. Na pozornici i u glazbenim videovima koristio se transvestističkim elementima i to prije uspona britanskog Boy Georgea. Zbog svog odijevanja, a i agresivnog šminkanja, u javnosti je bio veoma kontroverzna ličnost. Nacionalna Radio-televizija Beograd snimila je TV emisiju nazvanu Beograd noću, koju je režirao Stanko Crnobrnja, a sadrži glazbene spotove Olivera Mandića. Na Filmskom festivalu u Montreauxu 1981. emisija je osvojila nagradu Zlatne ruže (Rose d'Or).
Bivši član Riblje čorbe, Momčilo Bajagić-Bajaga, osnovao je grupu Bajaga i instruktori. Kasnije je Dejan Cukić, jedan od članova sastava, napustio sastav i otisnuo se u solo vode.

#### Post-punk
Bivši punkeri iz Pekinške patke su na svom drugom albumu bili prešli na post-punk i darkwave. Strah od monotonije (1981.), kako je album nazvan, nije bio naročito uspješan. Druga, ništa manje osebujna skupina, Paraf, prošla je kroz punkersku fazu te 1982. godine izdaje psihodelični album Izleti, s elementima post-punka i gothic rocka. Električni orgazam naročito je poznat po svom psihodeličnom periodu, tijekom kojeg su izdali album Lišće prekriva Lisabon. I ovo djelo izdano je 1982. godine.
Milan Mladenović, prvobitno gitarist Šarla akrobate, i u toj istoj godini je osnovao sastav, tada pod imenom Katarina II, koja će poslije postati Ekatarina Velika, ili kraće, EKV. Ne samo obožavatelji, već i drugi slušatelji rocka, EKV pamte po mračnijem, ali poetičnom post-punkovskom zvuku. Spomenimo samo neke od članova: basista Bojan Pečar, prije član Via Talasa, i bubnjar Srđan Todorović, koji je poslije poznao priznati filmski autor. Ivan Vdović Vd bio je bubnjar u EKV-u dok je sastav bio znan kao Katarina II. Još jedan bubnjar kojeg treba spomenuti je Ivan Fece Firči. Također, tu su sintisajzerica Margita Magi Stefanović, te, dakako, Milan, vođa.
Mnogo članova umrlo je preranom smrću: Vd 1992. od side, Milan 1994. od raka gušterače, Bojan 1998. od srčanog udara, Magi 2002. godine...

#### Art rock
Primjeri art rock-sastava jesu Dorian Gray i Boa, a u oba slučaja riječ je o zagrebačkim grupama. Prva grupa, nazvana po istoimenom djelu Oscara Wildea, oformljena je 1982. godine. Na rad grupe utjecali su sastavi Roxy Music i Japan. Pjevač, a ujedno i frontmen, bio je Massimo Savić.
BOA je osnovana u 1970-ima, pod utjecajem sastava Yes, King Crimson i Genesis, ali su kasnije njezini članovi prešli na New Romantic glazbu.

#### New Romantic
Tijekom ere Novog romantizma (New romantic), kojeg su popularizirali umjetnici poput Duran Durana i Spandau Balleta, u Jugoslaviji su se pojavili otprije spomenuta zagrebačka grupa BOA te beogradska Jakarta.

#### Synthpop
Značajni synthpop glazbenici u bivšoj državi bili su: Beograd, osnovan 1981. godine, nazvan po jugoslavenskoj prijestolnici, ljubljanski Videosex, vođeni karizmatičnom Anjom Rupel, duet Denis & Denis (Hrvatska), sa seks simbolom Marinom Perazić, koja je poslije započela solo karijeru, te njenim dečkom Davorom Toljom; humorističnim sastavom Laki pingvini i slični D'Boys (izgovara se kao The Boys), s pjevačem Peđa D' Boy, prije pjevačem u zapadnonjemačkom rock sastavu Jane. U Makedoniji je bila slušan sastav Bastion, koji je dosta koristiosintisajzer i čije su središnje figure bili, sada međunarodno poznat, Kiril Džajkovski, koji je svirao spomenuti instrument, te Milčo Mančevski koji je pisao tekstove pjesama.
Mnogi jugoslavenski glazbenici ovoga razdoblja koristili su PC-e u stvaranju glazbe. Tako je na slici singla "Neka ti se dese prave stvari" / "Ne zovi to ljubavlju" beogradskog sastava Data bio popularni Commodore 64.

#### Djevojački sastavi
U bivšoj državi djelovalo je nekoliko ženskih sastava: ljubljanske Tožibabe, beogradske Boye i opatijski Cacadou Look – inače prvi djevojački sastav koji je objavio albume (Tko mari za čari, 1987., s hitom Kao pjesma; i Uspavanka za Zoroa, 1989., s hitom Žene).

#### New Primitives /novi primitivizam/
New Primitives ili novi primitivizam je bio gradski podkulturni pravac, nastao u Sarajevu. U sklopu pokreta djelovali su Zabranjeno pušenje, legendarni Elvis J. Kurtović & His Meteors, Bombaj štampa, prva postava Crvene jabuke. Vođe navedenih sastava su uz glumca Zenita Đozića sudjelovali u poznatoj satiričnoj TV i radijskoj emisiji Top lista nadrealista.
Osnivači Novog primitivizma su dr. Nele Karajlić, Elvis J. Kurtović, Sejo Sexon, Dražen Ričl Zijo, Branko Đurić Đuro, Boris Šiber i Zenit Đozić. Poznati redatelj Emir Kusturica također se povezuje s njima.
Svjež duh koji je grupa ostavila za sobom u bosanskohercegovačkoj kulturi i sasvim nov način izražavanja, koji je direktno potekao od ulične podkulture, donijeli su mu znatnu popularnost i učinili ga jednim od spomenika moderne BiH kulture.
Izraz novog primitivizma je bio prvenstveno humor, baziran na duhu „obične bosanske raje“ i sarajevske omladine iz underground krugova. Oni su unijeli govor sarajevskih mahala, bogat turcizmima i žargonom (npr. zijan, hadžija), na službenu glazbenu i TV scenu. Većina njihovih pjesama i skečeva govori o malim ljudima – rudarima, sitnim kriminalcima, djevojkama iz unutrašnjosti i slično – stavljenim u neobične ili čak apsurdne situacije. Mnogi porede njihovu vrstu humora s Letećim cirkusom Monty Pythona, jer i jedni i drugi koriste formu kratkog skeča i apsurd kao sredstvo za izazivanje smijeha kod publike.

#### Sarajevska škola pop rocka
Sarajevo je razvilo prepoznatljiv pop rock zvuk, koji je često (ali ne nužno) sadržavao elemente izvorne folk glazbe - zbog čega je ovaj pravac prozvan Sarajevskom školom pop rocka. Pravac je postao popularan u cijeloj Jugoslaviji, a Sarajevo mjesto nastanka Bijelog dugmeta i karijere Zdravka Čolića.
Scena je se počela razvijati u 1960-ima s grupama poput legendarnih Indexa, Pro artea i kantautora Kemala Montena (koji je poslije pisao i dalmatinske pjesme). Nastavila je se u 1970-ima s ambasadorima, Bijelim dugmetom i Vatrenim poljupcem, a vrhunac u smislu nastajanja novih sastava doživljava 1980-ih, s grupama poput Plavog orkestra, Crvene jabuke (obe posebno omiljene među tinejdžerkama zbog karizmatičnih glazbenika), Hari Mata Hari, Dino Merlin, Valentino, Regina, Bolero i Gino Banana.
Zanimljivo je spomenuti da je najprodavanija ploča ikad u Jugoslaviji dolazila baš od sarajevske grupe - Plavog orkestra. Riječ je o Soldatskom balu, koji je prodan u najmanje 500 000 primjeraka.

#### Neo rockabilly i retro štih
U Jugoslaviji su uz sve otprije spomenute žanrove, djelovale i neo rockabilly sastava. Rockabilly je inače bio žanr popularan tijekom 50-ih, a baziran na rock'n'rollu.
Kontroverzni glazbenik Velibor Bora Miljković, pod pseudonimom Toni Montano (po Tonyju Montani), bio je bivši pjevač sastava Radost Evrope. Taj naziv je ironičan i proizlazi iz naziva međunarodnog dječjeg glazbenog festivala Joy of Europe, koji se svake godine održavao u Beogradu. Toni je izazivao kontroverze zbog izjava koje je davao u intervjuima, gdje je često napadao druge glazbenike. Tako je za momke iz Ekatarine Velike smatrao da je riječ o pseudointelektualcima koji su se otuđili od "ulice", a odakle je po njemu, trebao poticati pravi rock. Bahato je se prozvao "pravim rockerom", čije vrijeme još nije došlo.
Splitski sastav  Đavoli imala je frontmena Nenu Belana, a odlikovale su ih mekši retro rock tonovi, te ljetni hitovi bazirani na poletnom twist i surf rocku. Neki članovi su iza sebe imali pankersku prošlost.

#### Band Aid
Krajem 1984. godine, Bob Geldof i Midge Ure organizirali su poznatu kampanju protiv gladi nazvanu Band Aid, koja se nastavila tijekom 1985. sve do svog završetka - historijskog Live Aid koncerta 13. srpnja 1985. godine. Taj koncert je emitiran u cijelom svijetu, uključujući i SFR Jugoslaviju. Osim projekata "Do They Know it's Christmas?" i USA for Africa iz UK-a i SAD-a, pridružile su se i mnoge druge zemlje, kao na primjer Kanada, Zapadna Njemačka, Austrija, Norveška itd. Pop i rock elita SFR Jugoslavije također se pridružila Geldofovoj kampanji i osnovala jugoslavenski Band Aid pod nazivom YU rock misija. Članovi tog sastava bili su Oliver Mandić, Željko Bebek, Bajaga, Slađana Milošević, Jura Stublić, Dado Topić, Zdravko Čolić, Izolda Barudžija, Snežana Mišković, Alen Islamović, Sead Lipovača, Dejan Cukić, Doris Dragović, Anja Rupel, Srđan Šaper, Vlada Divljan, Peđa D' Boy, Zoran Predin i ostali eminentni glazbenici. Snimili su pjesmu "Za milion godina", koju su napisali bivši vođa sastava Generacija 5, Dragan Ilić, i Mladen Popović. Solo na gitari izveo je Vlatko Stefanovski, a snimljen je i odgovarajući spot. Istaknuti umjetnici koji su otvoreno odbili sudjelovati na jugoslavenskom Band Aidu bili su vođa Riblje čorbe, Bora Đorđević, i vođa Bijelog dugmeta, Goran Bregović. Na kraju te kampanje su jugoslavenski glazbenic 15. lipnja 1985. u Beogradu održali veliki stadionski koncert koji je trajao 8 sati. Video za "Za million godina" puštan je na mnogim TV stanicama (uključujući i BBC) u cijelom svijetu i 13. srpnja na Wembley Stadiumu na video ekranima tijekom jednog video interludija. Uključen je, iako ne sasvim, i u odjeljak Overseas contributors službenog Live Aid DVD-ja kojeg je Warner Music Group objavio 2004. godine.

### 1990-e
Još 1989. godine postojali su znaci koji su ukazivali na skori nestanak Jugoslavije, a i općenito pad komunizma u Europi. Već tada, SR Slovenija i SR Hrvatska bile su ka putu prema samostalnosti, osnivajući pod poluilegalnim okolnostima prve nekomunističke stranke. U SR Srbiji su se pak, pod vodstvom Slobodana Miloševića, sve više rasplamsavale težnje za stvaranjem Velike Srbije.
Uvečer, 17. listopada 1989. godine, nekih tri tjedna prije pada Berlinskog zida, članovi Prljavog kazališta održali su koncert na Trgu Republike (danas Trg bana Jelačića), na kojem je bilo 200 000 ljudi. Sastav je između ostalih odsvirao i pjesmu Mojoj majci, što je bila posvećena preminuloj majci Jasenka Houre - koja je postala poznata kao Ruža hrvatska (zbog stihova nestala je zadnja ruža hrvatska). Koncert je bio jedan od predznaka nestanka SFRJ. Koncert je trebao biti zabranjen, međutim ono što su članovi sastava Prljavo kazalište priredili to veče, nadmašilo je sva očekivanja.
1989. grupa Riva pobjeđuje na natjecanju Eurovizije s pjesmom "Rock me baby", zbog čega Jugoslavija postaje domaćin sljedeće pjesme. SFRJ tada je predstavljala Tajči, s pjesmom "Hajde da ludujemo ove noći", koja je završila na 7. mjestu. Pjesma je odmah postala hit u Jugoslaviji, a Tajči jedna od zadnjih mega zvijezda prije nego što je nestanak zemlje prekinuo njenu karijeru. Ironično, te godine, pobjedničku pjesmu pjevao je Toto Cutugno, a zvala se Insieme: 1992 (Zajedno u 1992.), s istaknutim stihom: Zajedno, ujedini se, ujedini, Europo!
Neposredno prije jugoslavenskih ratova značajan je broj bivših jugoslavenskih glazbenika sudjelovalo u antiratnim aktivnostima, zbog čega su bili meta srpskih šovinista.

#### Ratovi u Jugoslaviji – kraj SFRJ scene
1992. godine oformljena je rock supersastav Rimtutituki koju su činili članovi Partibrejkersa, Ekatarine Velike i Električnog orgazma. Izdali su proturatnu pjesmu Slušaj 'vamo, a nakon što su im vlasti zabranile da ju uživo promoviraju, svirali su je na prikolici koju je vukao kamion, diljem Beograda. Organizirani su i koncerti ("Ne računajte na nas!"). Nažalost, unatoč tome što se preko umjetnosti ne bi trebala širiti mržnja, mnogo je drugih poznatih srpskih glazbenika stala na stranu nacionalnog šovinizma.
Dobar primjer antiratne pjesme u Hrvatskoj bila je "E, moj druže beogradski", sastava Film. Općenito je viđena kao emocionalna ratna pjesma upućena drugovima iz Srbije, koja promiče prihvaćanje među nacijama, a protiv je srpskog nacionalizma i mržnje. Međutim, istovremeno je u vrijeme izdavanja izazvala i drukčije reakcije. Bora Đorđević, koji je kao vođa Riblje čorbe, već odavno imao kultni status na srpskoj kao i jugoslavenskoj rock sceni, "odgovorio" je Juri s kontroverznom pjesmom "E moj druže zagrebački", ciničnom parodijom punom nacionalističkih poruka.
Hrvatski pop i rock umjetnici sudjelovali su u projektu Hrvatski Band Aid s glazbom Moja domovina i Rock za Hrvatsku tijekom Domovinskog rata. Tako su deseci umjetnika, među njima i Oliver Dragojević, Aki Rahimovski, Jura Stublić, Sanja Doležal, Davor Gobac, Ljiljana Nikolovska te mnogi drugi, pjevali pod kolektivnim nazivom Band Aid, za neovisnu Hrvatsku. "Moja domovina" postala je tako kultna pjesma često pjevana na Dan neovisnosti.
Kada je započeo Rat u BiH, sarajevski sastav Zabranjeno pušenje podijelila se na dva odvojena dijela. Jedan je smješten u Beogradu te je postala poznata pod nazivom No Smoking Orkestra, i vođen od strane Neleta Karajlića. On, filmski redatelj Emir Kusturica i ostala ekipa svirali su s Joeom Strummerom iz Clasha, i taj je koncertni snimak uvršten u Kusturičin film Super 8 Stories.
Što se tiče pak Plavog orkestra i Crvene jabuke, njihovi su gitaristi, Mladen Pavičić Pava i Zlatko Arslanagić Zlaja, izbjegli u Kanadu, gdje i danas žive. (Zlaja je neko vrijeme živio u Londonu, pa se potom preselio u Toronto). I većina je drugih članova spomenutih sastava, privremeno ili trajno, otišla u druge pretežno europske zemlje.

## Diskografske kuće

### Hrvatske diskografske kuće
- Jugoton – 1990-ih mijenja ime u Croatia Records, a u izdanju Jugotona objavljena je većina albuma s YU 100 liste.
- Suzy

### Diskografske kuće drugih republika
Diskografske kuće drugih republika ponekad su objavljivale nosače zvuka hrvatskih pjevača i glazbenih sastava.
- PGP RTB – Beograd
- ZKP RTLJ – Ljubljana
- Diskoton
- Jugodisk